# Altered State
Altered State è il secondo album in studio del gruppo musicale britannico Tesseract, pubblicato il 27 maggio 2013 dalla Century Media Records.

## Descrizione
Prodotto dal chitarrista Acle Kahney agli studi Acle's 4D Sounds Studio con il bassista Amos Williams, si tratta dell'unica pubblicazione del gruppo con il cantante Ashe O'Hara ed è suddiviso in quattro movimenti, tutti incentrati sui temi del cambiamento nella vita.

## Tracce
Testi e musiche di Acle Kahney, composizione aggiuntiva dei Tesseract.
1. Of Matter – 14:16
2. Of Mind – 14:40
3. Of Reality – 9:49
4. Of Energy – 11:56

## Formazione
Gruppo
- Ashe O'Hara – voce
- Acle Kahney – chitarra, programmazione della batteria
- James Monteith – chitarra
- Amos Williams – basso
- Jay Postones – batteria

Altri musicisti
- Chris Barretto – sassofono (Of Reality - Calabi-Yau e Of Energy - Embers)

Produzione
- Acle Kahney – produzione, registrazione, missaggio, mastering
- Amos Williams – ingegneria del suono aggiuntiva